# Bataille de Liège
Pour les articles homonymes, voir Liège (homonymie).
Première Guerre mondiale
Batailles
Front d'Europe de l’Ouest
- Liège (8-1914)
- Namur (8-1914)
- Frontières (8-1914)
- Anvers (9-1914)
- Grande Retraite (9-1914)
- Marne (9-1914)
- Course à la mer (9-1914)
- Yser (10-1914)
- Messines (10-1914)
- Ypres (10-1914)
- Givenchy (12-1914)
- 1re Champagne (12-1914)
- Hartmannswillerkopf (1-1915)
- Neuve-Chapelle (3-1915)
- 2e Ypres (4-1915)
- Colline 60 (4-1915)
- Artois (5-1915)
- Festubert (5-1915)
- Quennevières (6-1915)
- Linge (7-1915)
- 2e Artois (9-1915)
- 2e Champagne (9-1915)
- Loos (9-1915)
- Verdun (2-1916)
- Redoute Hohenzollern (3-1916)
- Hulluch (4-1916)
- 1re Somme (7-1916)
- Fromelles (7-1916)
- Arras (4-1917)
- Vimy (4-1917)
- Chemin des Dames (4-1917)
- 3e Champagne (4-1917)
- 2e Messines (6-1917)
- Passchendaele (7-1917)
- Cote 70 (8-1917)
- 2e Verdun (8-1917)
- Malmaison (10-1917)
- Cambrai (11-1917)
- Bombardements de Paris (1-1918)
- Offensive du Printemps (3-1918)
- Lys (4-1918)
- Aisne (5-1918)
- Bois Belleau (6-1918)
- 2e Marne (7-1918)
- 4e Champagne (7-1918)
- Château-Thierry (7-1918)
- Le Hamel (7-1918)
- Amiens (8-1918)
- Cent-Jours (8-1918)
- 2e Somme (9-1918)
- Bataille de la ligne Hindenburg
- Meuse-Argonne (10-1918)
- Cambrai (10-1918)

Front italien
Front d'Europe de l’Est
Front des Balkans
Front du Moyen-Orient
Front africain
Bataille de l'Atlantique
La bataille de Liège en Belgique fut la première bataille menée par l'Empire allemand durant la Première Guerre mondiale. Le siège commença le 5 août 1914 par l'attaque des intervalles entre les forts situés tout autour de Liège, et se termina le 16 août 1914 par la reddition du dernier d'entre eux.
Les troupes allemandes entrèrent dans l'agglomération dès le 6 août, la ville de Liège proprement dite n'ayant pas de défenses.

## Le plan Schlieffen
Le plan Schlieffen fut élaboré en raison de la peur de l'Empire allemand de voir s'installer une longue guerre l'opposant à la République française et à l'Empire russe. Le plan prévoyait une victoire rapide sur la France comme lors de  la guerre franco-allemande de 1870. Pour y arriver, le plan prévoyait d'envahir la Belgique (pays neutre) pour contourner par le nord les défenses de l'Est de la France.
Le plan avait deux inconvénients :
- tout d'abord, il violait la neutralité de la Belgique ce qui donnait au Royaume-Uni un casus belli pour entrer immédiatement en guerre ;
- ensuite, la ville hautement fortifiée de Liège se trouvait sur la route menant à la France.

## Forces en présence
La ville de Liège se situe au confluent de la Meuse et des rivières Ourthe (venant du sud) et Vesdre (venant de l'est). Elle est bordée au sud par le massif forestier de l'Ardenne belge et au nord par la ville néerlandaise de Maastricht. La vallée de la Meuse forme un goulot plus étroit au niveau de Liège ce qui rendait le passage bien plus difficile. Liège compte de nombreux ponts routiers et ferroviaires permettant de relier l'Allemagne à la France d'une part, à Bruxelles d'autre part. Le plan allemand prévoyait d'utiliser ces voies pour pénétrer plus facilement en France.

### Fortifications belges

Positions des forts autour de Liège. La ceinture de forts rapprochés construite pour la Première Guerre mondiale (en bleu) fut complétée pour la Seconde Guerre mondiale par une seconde ceinture avancée vers l'Allemagne (en rouge).

Une ceinture de  12 forts entourait la ville. Ces fortifications, basées sur des méthodes de défense allemandes, protégeaient la ville à une distance de 6  à   10 km depuis leur construction de 1888 à 1892. Chaque fort était couvert par le feu provenant des autres forts. Si un fort tombait, le passage entre les deux forts adjacents intacts était toujours protégé par ceux-ci. Six des forteresses étaient des grands forts de forme triangulaire ou quadrangulaire. Construits en béton, malheureusement non-armé, ils étaient équipés de deux obusiers de 210 mm, de deux canons de 150 mm et de quatre canons de 120 mm. Quatre coupoles à éclipse avec un canon de 57 mm pouvant monter au moment du tir et se rabaisser entre-temps, pour la défense rapprochée, plus des canons de 57 mm pour la défense des fossés et de la rampe d'accès. Tous disposaient de stocks de munitions, de quartiers pour les soldats. Entre les grands forts se trouvait à chaque fois un petit fort (parfois deux). Ces derniers étaient équipés d'un obusier de 210 mm, de deux canons de 150 mm, de deux canons de 120 mm et de canons de 57 mm.
| Grands forts | Petits forts  |
| ------------ | ------------- |
| Pontisse     | Liers         |
| Barchon      | Evegnée       |
| Fléron       | Chaudfontaine |
| Boncelles    | Embourg       |
| Flémalle     | Hollogne      |
| Loncin       | Lantin        |

L'armée allemande était bien informée sur l'armement présent dans les forts car l'entreprise allemande Krupp était sous contrat pour remplacer les canons. Une autre faiblesse des forts était le nombre insuffisant des pièces d'artillerie permettant de couvrir les passages entre les forts et l'absence d'observatoire. D'autre part, la qualité du béton utilisé n'aurait pas été optimale d'après les rapports allemands établis après la bataille.

### Troupes belges
Le lieutenant-général Gérard Leman a été choisi pour commander la position fortifiée de Liège. La garnison de la place comprenait des troupes de campagne et des troupes de forteresse. Les troupes de campagne, la 3e division d’armée, étaient constituées de 34 500 hommes (environ) et étaient dotées de 72 canons. Les troupes de forteresse (incluant l’infanterie, l’artillerie, le génie et la cavalerie) se composaient de 15 000 hommes (dont 5 000 dans les forts), et disposaient des 207 pièces d’artillerie des forts, auxquelles il faut ajouter les 114 pièces mobiles anciennes affectées à la défense des intervalles.
Cela donne pour la défense de Liège un total de 50 000 hommes et de 393 bouches à feu. (Horne et Kramer avancent un nombre moins important et l'estiment à 32 000 hommes). À la 3e division, comprenant déjà quatre brigades mixtes, fut adjoint la 15e brigade mixte, venue de Namur, et des troupes de la Garde civique. Toutes ces unités se retrouvaient sous le commandement du général Leman.

### Empire allemand
Le corps d'attaque, appelé « armée de la Meuse », sous les ordres du général Otto von  Emmich, comptait, d'après le major Deguent, 55 000 hommes environ (dont 15 000 cavaliers, les Uhlans), 80 canons, une escadrille d’avions de reconnaissance et un dirigeable (le Z VI Köln). Ces troupes, prélevées sur cinq corps d'armée différents, étaient divisées en six brigades mixtes (11e, 14e, 27e, 34e, 38e et 43e brigades).
Ces brigades sont renforcées par des batteries d'artillerie lourde (du 210 mm) et le 2e corps de cavalerie.

## La bataille

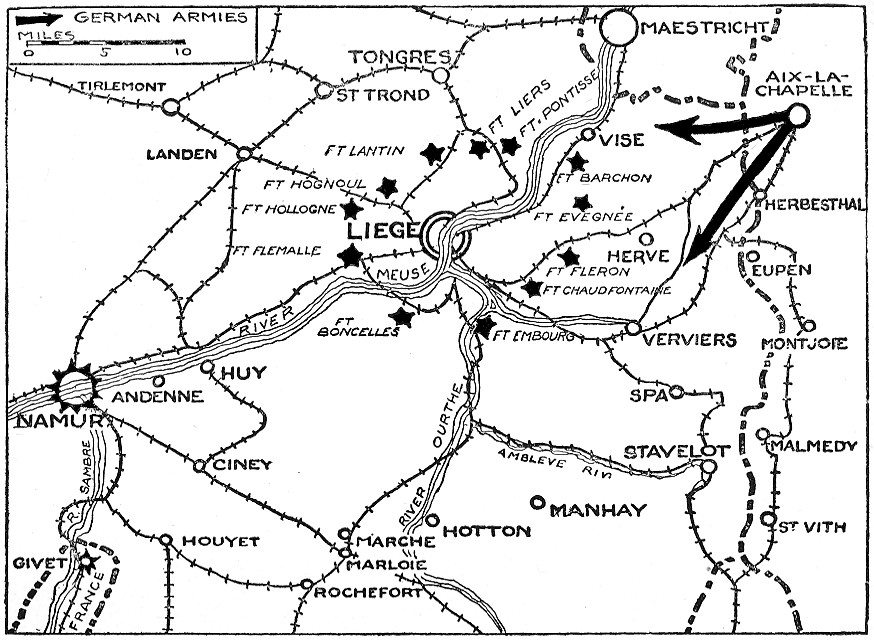
Début de la bataille, avance de la première et seconde armées allemandes. À noter, le cercle de défense autour de Liège.

La guerre fut déclarée à la Belgique le 4 août 1914 et les Allemands traversèrent la frontière quelques heures plus tard. En direction de la Meuse, ils découvrirent que le pont avait déjà été détruit pour ralentir leur progression. Les Allemands traversèrent la Meuse le 5 août au nord de Visé.

### Échec du coup de main

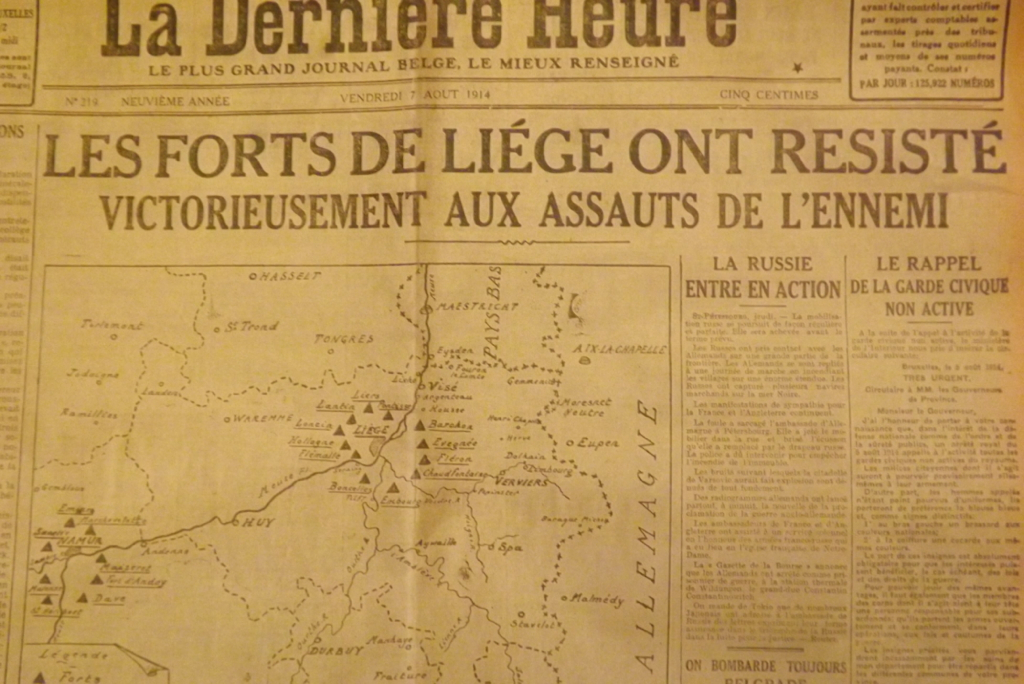
Les forts de Liège ont résisté, une de La Dernière Heure, vendredi 7 août 1914.

L'État-Major allemand avait sous-estimé les effectifs de la garnison de Liège, qu'il pensait forte de 9 000 hommes seulement. C’est cette erreur qui explique l’échec de la tactique qu’il appliqua la nuit du 5 au 6 août : il espérait pouvoir faire tomber la place de Liège grâce à un coup de main audacieux, c’est-à-dire par une attaque surprise en force, sans réelle préparation d’artillerie. Sur les six brigades envoyées à l'assaut dans les intervalles entre les forts, une seule, la 14e commandée par le général Erich Ludendorff (chef d'état-major de la 2e armée, présent en tant qu'observateur) qui remplaçait par hasard le général Wüssow mortellement blessé au début de l’attaque, parvient à passer en force par l’intervalle entre les forts d’Évegnée et de Fléron. Sans l'énergie et l'audace de Ludendorff, l'attaque par surprise aurait abouti à un échec complet.
À Liège, la ville proprement dite ne possède aucune défense. Aussi, un bataillon de chasseurs allemands qui était parvenu à se faufiler entre les forts de Liers et de Pontisse tente-t-il un coup de main sur le quartier général de la position fortifiée de Liège. La population voit passer une troupe allemande en rang et au pas, attitude adoptée pour donner le change aux civils. Aussi, des Liégeois incapables de comprendre qu'il s'agit de soldats allemands car ils n'ont aucune information permettant de les différencier par rapport aux alliés, applaudissent-ils au passage de l'envahisseur. Mais, rapidement, l'erreur est comprise et quand les Allemands parviennent au quartier général rue Sainte-Foy, ils sont accueillis par la garde et mis en fuite, laissant derrière eux une quinzaine de morts sur les quatre-vingts hommes composant le détachement. Le général Leman décide de se replier le 6 août sur le fort de Loncin dont il fait son nouveau quartier général. Cette initiative a malheureusement pour effet d’interrompre, à ce moment critique entre tous, les liaisons téléphoniques entre les forts de Liège (il n'y avait pas de réseau téléphonique militaire, et toutes les communications devaient transiter par le réseau civil, centralisé rue Sainte-Foy.
Le 6 août, la situation est chaotique dans les deux camps. L'État-Major allemand, surpris par la résistance belge à laquelle il ne s'attendait pas, a dû retirer des troupes étrillées par les Belges lors des premiers combats et les Belges eux-mêmes sont épuisés. Cependant, la brigade allemande commandée par Ludendorff s’empare du fort de la Chartreuse, non défendu et déclassé depuis 1891. L'armée belge de campagne, qui a combattu dans les intervalles entre les forts, se retire vers Hannut. Les intervalles entre les forts sont désormais ouverts à l’ennemi, qui fait venir des renforts considérables.
Le 7 août, deux brigades allemandes parviennent à rejoindre celle de Ludendorff. Dépourvue de défenses, la citadelle (qui avait été déclassée en même temps que le fort de la Chartreuse, en 1891) est prise. Les Allemands proclament alors qu'ils ont pris la ville bien qu'aucun fort ne se soit encore rendu.

### Siège en règle
À la suite de cet échec allemand, que les Belges ne peuvent exploiter, le commandement suprême de l'armée de terre allemande décide alors d'envoyer des renforts aux premiers 39 000 hommes engagés, formant une armée de siège de 60 000 hommes, renforcée en artillerie lourde. Cette armée est opérationnelle à partir du 10 août, les obusiers de 420 mm tirent à partir du 12, en commençant par le fort de Pontisse : les forts belges sont bombardés à raison d'un par jour jusqu'à reddition. Impuissants car aveugles, les observatoires étant tous dans les intervalles tenus par les forces allemandes, les forts sont obligés de se rendre. Le général Leman est fait prisonnier dans le fort de Loncin le 15. Le dernier fort, celui de Hollogne, se rend le 16 août.

Artillerie lourde allemande déployée contre les forts de Liège
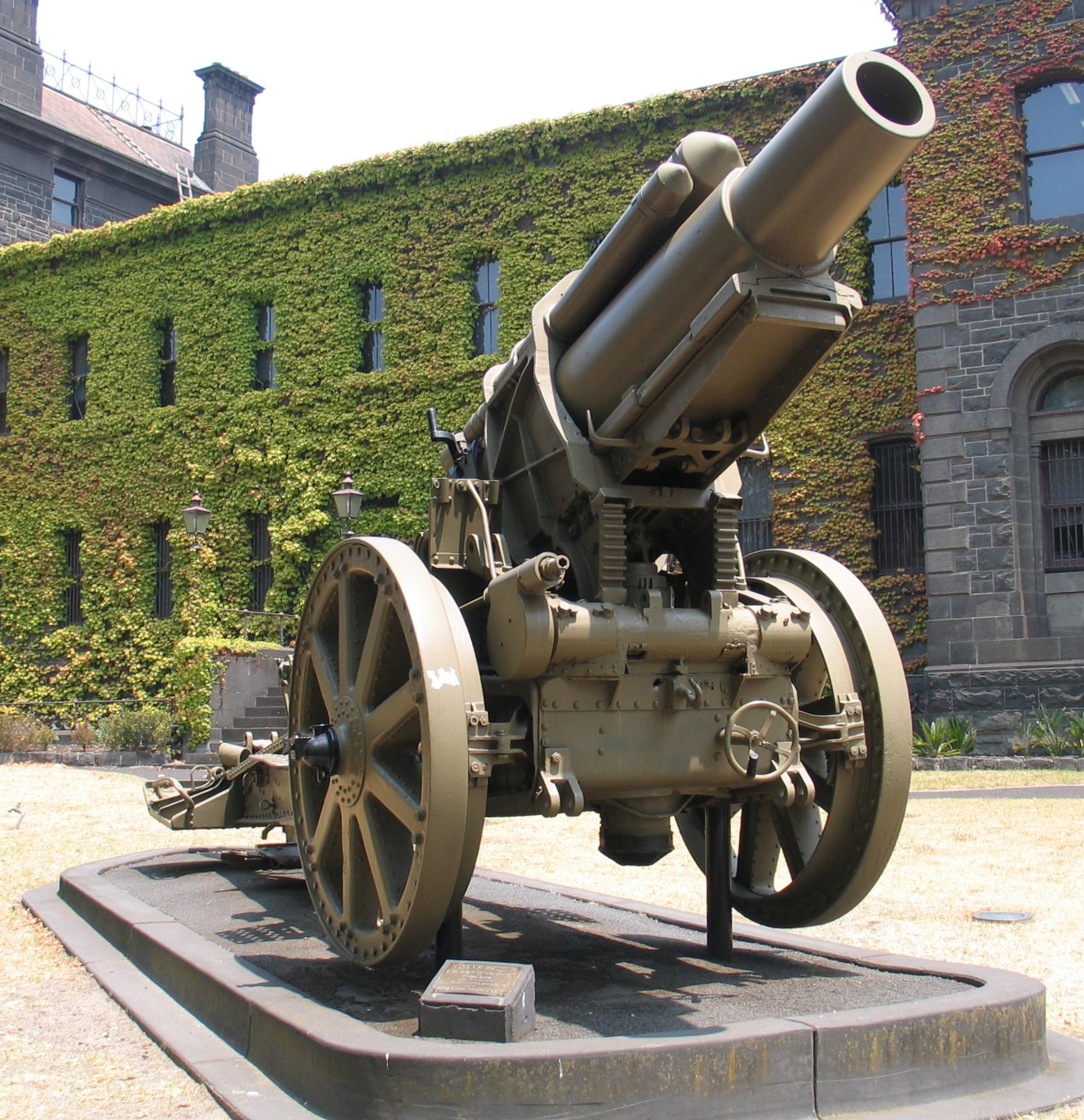
Mortier de 210 mm (Krupp 21 cm Mörser 10). Celui-ci, capturé en 1918, est exposé à Melbourne.
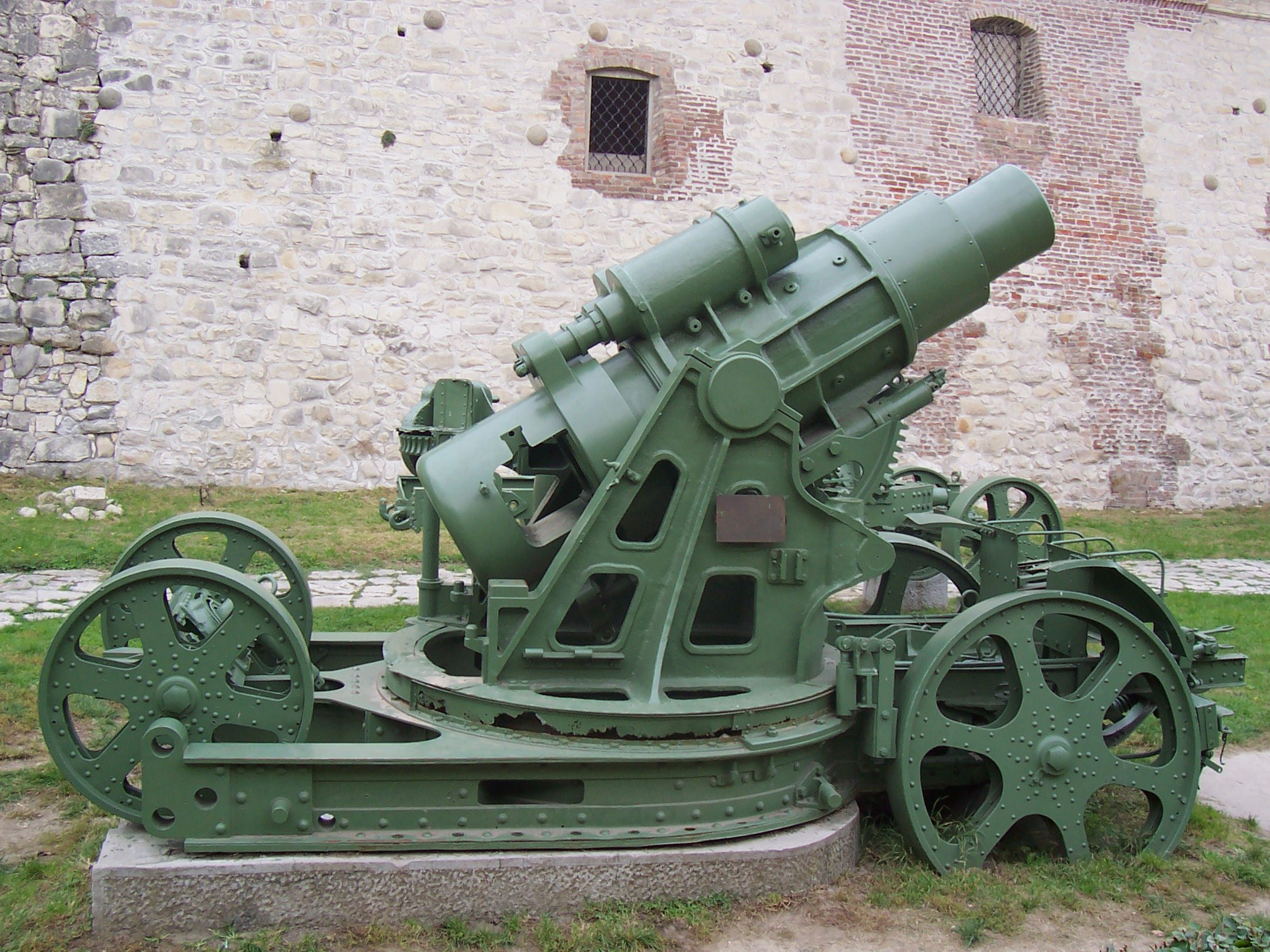
Mortier de 305 mm (Škoda 30,5 cm Mörser M. 11). Exemplaire du musée militaire de Belgrade.
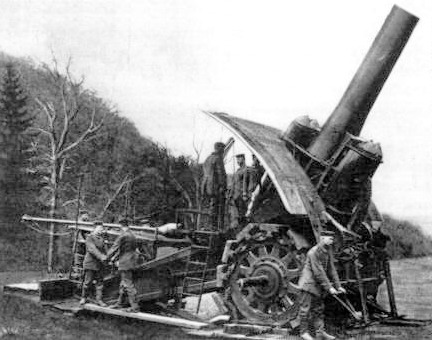
Obusier de 420 mm (Krupp 42 cm Kurze Marine-Kanone 14, M-Gerät), surnommée « grosse Bertha ».

## Propagandes et commémorations
La bataille pour Liège se déroulant au tout début de la guerre, les propagandes française et allemande se sont emparées du sujet pour en faire dans les deux camps leur première victoire du conflit. L'importance de cette bataille fait depuis l'objet d'un débat historiographique.

### Point de vue allemand
Le 7 août, les journaux allemands annoncent la prise de la ville de Liège et la décoration du général von Emmich avec la croix Pour le Mérite. Les comptes rendus allemands affirment que la résistance belge à Liège n'a provoqué aucun retard : les troupes allemandes sont en pleine mobilisation du 2 au 17 août. Selon le plan de mobilisation, les unités des 1re et 2e armées doivent terminer leur déploiement au 15 août.
L'historien américain Holger Herwig estime le retard à seulement deux jours, tandis que le Britannique Eric Brose monte jusqu'à quatre jours. Selon l'historien belge Jean-Claude Delhez, ce qui compte vraiment n'est pas un hypothétique retard dans l'ordre de marche en avant, mais le fait que les troupes allemandes capturent intacts presque tous les ponts routiers et ferroviaires de Liège, leur permettant de se déployer sur la rive gauche à partir du 7 août et de se ravitailler facilement.

### Point de vue allié
Évoquant le retard pris par les Allemands dans l'exécution du plan Schlieffen, retard causé par la résistance liégeoise :

« Ce retard équivaut à une grande défaite. »

— Le Soir, 20 août 1914.
Horne et Kramer écrivent que « Là où Schlieffen, révisant son plan en 1912, n'avait prévu qu'une seule division pour investir Liège et Namur, il en fallu huit pour uniquement réduire Liège, au prix d'un temps précieux et de pertes évaluées à 5 300 morts environ ». Cinq armées allemandes d'invasion (environ un million d'hommes) devaient traverser le Limbourg, Liège, le Hainaut, le Brabant, Namur et le Luxembourg en quelques jours, ce qu'elles firent en trois semaines. La résistance belge exacerba la psychose allemande des francs-tireurs, les atrocités allemandes étant commises dès les premières résistances à Liège et autour de Liège soit le 5 août à Berneau, Micheroux, Poulseur et Soumagne.[réf. souhaitée]
Au sujet de la résistance du fort de Loncin : 

« Passant !... Va dire à la Belgique et à la France qu'ici 550 Belges se sont sacrifiés pour le triomphe de la Liberté et le Salut du Monde... »

— Général Gabriel Malleterre.

### Commémorations
À Paris, dès 1914, on débaptisa le café viennois pour le renommer café liégeois. La station de métro « Berlin » et la rue du même nom connurent le même sort.
Après la guerre, Liège accueillit le Mémorial Interallié sur la colline de Cointe.
Une commémoration majeure pour le centenaire du début de la Première Guerre mondiale se déroula le 4 août 2014 au Mémorial Interallié, à laquelle participèrent de nombreux chefs d'État et représentants des anciens belligérants.

#### Rues
- Rue Joffre
- Place de la République française
- Place du Général Leman
- Place du XX août
- Place de l'Yser
- Rue Sergent Merx
- Rue Georges-Clemenceau
- Boulevard Gustave Kleyer
- Boulevard Raymond Poincaré, appelé communément boulevard de l'Automobile
- Pont Atlas
- Caserne Fonck[14]

#### Statues, sculptures et monuments
- La Statue du Général Bertrand, Place Théodore Gobert
- La plaque Walthère Dewé, rue de l'Université
- Le Monument Dieudonné Lambrecht, place Saint-Barthélemy
- La plaque Constant le Marin, rue Puits-en-Sock
- La Statue équestre du roi Albert Ier, Pont Albert Ier

#### Poèmes
- Ceux de Liège, Émile Verhaeren.